# تمداري (مارغون)
تمداري (بالفارسية: تمداری) هي قرية تقع في إيران في قسم مارغون الريفي. يقدر عدد سكانها بـ 148 نسمة بحسب إحصاء 2016.